# Comatose (album Skillet)
| Recensione | Giudizio |
| ---------- | -------- |
| AllMusic   |          |

Comatose è un album studio del gruppo musicale statunitense Skillet, pubblicato nel 2006.

## Tracce
Testi e musiche di Brian Howes.
1. Rebirthing – 3:53
2. The Last Night – 3:32
3. Yours to Hold – 3:42
4. Better Than Drugs – 3:57
5. Comatose – 3:50
6. The Older I Get – 3:38
7. Those Nights – 3:46
8. Falling Inside the Black – 3:30
9. Say Goodbye – 4:16
10. Whispers in the Dark – 3:24
11. Looking for Angels – 4:31

Tracce aggiuntive nella versione Deluxe
1. Live Free or Let Me Die – 3:52
2. Rebirthing (Acoustic) – 3:53
3. Yours to Hold (Acoustic) – 3:44
4. The Older I Get (Acoustic) – 3:27
5. Whispers in the Dark (Acoustic) – 3:24
6. Say Goodbye (Acoustic) – 4:11

## Formazione
- Brian Howes - voce, chitarra ritmica
- Ben Kasica - chitarra solista
- John L. Cooper - basso, pianoforte, voce secondaria, arrangiamenti
- Korey Cooper - tastiera, voce secondaria
- Lori Peters - batteria

Tecnici
- David Bottrill - missaggio
- Sean Geyer - ingegneria del suono
- Chris Lord-Alge - missaggio
- Mark Patchel "Patch" - tecnico delle percussioni
- Dave Rieley - ingegneria del suono
- Kevin Tully - A&R
- Jason "JVP" VanPoederooyen - montaggio digitale, ingegneria del suono

## Classifiche
| Classifica (2006)       | Posizione massima |
| ----------------------- | ----------------- |
| Stati Uniti             | 55                |
| Stati Uniti (hard rock) | 24                |
| Stati Uniti (christian) | 4                 |